# Arispe (Texas)
Pour les articles homonymes, voir Arispe.
Arispe, également nommée La Valley, est une ville fantôme située dans le Comté de Hudspeth, au Texas, aux États-Unis. Fondée en 1885 autour d'une gare ferroviaire, la ville compta 57 habitants à son apogée au début du XXe siècle. Elle est maintenant déserte et il n'en reste qu'un commutateur de chemin de fer. L'ancienne ville est traversée par l'Interstate 10 et l'U.S. Route 80.